# Alot ha-šachar

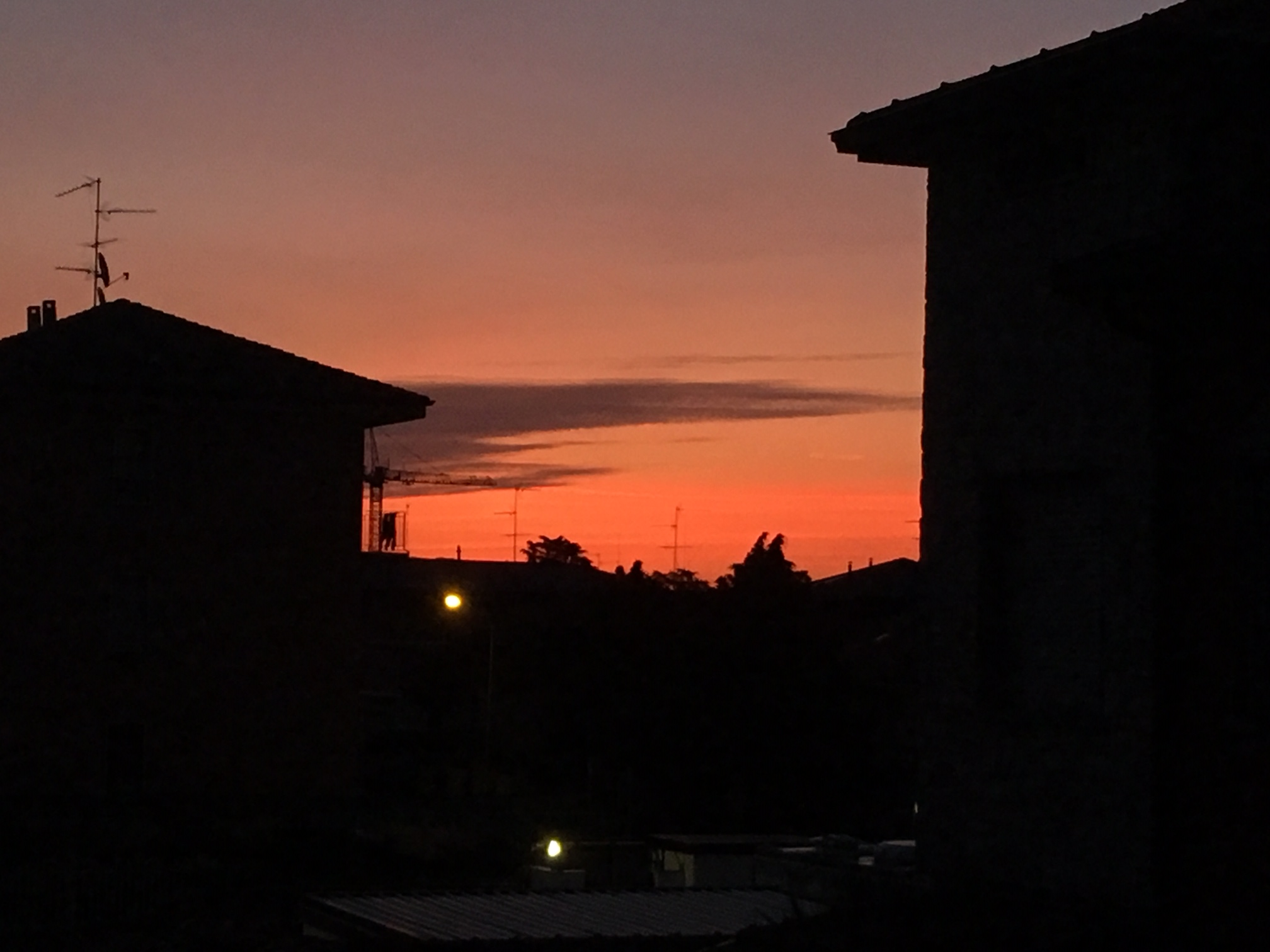
Ranní červánky

Alot ha-šachar (hebrejsky עלות השחר‎, doslova svítání) nebo amud ha-šachar (hebrejsky עַמוּד הַשַׁחַר‎) je v halaše čas začátku dne. Čas svítání je definován výskytem slunečních paprsků na povrchu oblohy, zatímco samotné slunce ještě není vidět a je stále pod obzorem. V literatuře mudrců se objevuje také výraz ajelet ha-šachar (považovaný za Venuši, která se někdy zjevuje před východem Slunce).